# Trionfo dell'ordine dei Benedettini
Il Trionfo dell'Ordine dei Benedettini è un dipinto del 1592 realizzato da Antonio Vassilacchi detto l'Aliense, raffigurante venerabili, pontefici, cardinali, vescovi, abati ed esponenti di altri ordini monastici legati al santo di Norcia.
Dopo la tela del Convitto Giordano Bruno di Maddaloni, è catalogato come la tela più grande d'Europa, per una misura complessiva di quasi 90 metri quadri.
Conservato all'interno della basilica di San Pietro in Perugia, occupa  la parte superiore della parete di ingresso interna della chiesa.
Secondo alcune credenze comuni, il soggetto del quadro fu imposto al pittore, il quale si vendicò dipingendo una figura inquietante, demoniaca, formata dai soggetti dipinti: san Benedetto è il naso, gli squarci di cielo sono gli occhi, san Pietro e san Paolo in alto ai lati estremi sono le orecchie e i due ciuffi centrali sono le corna.

## Storia
Per anni ignorato dalle guide, giudicato come privo di originalità e di arditezze pittoriche, il dipinto raffigura un tripudio di figure tutte strette intorno a San Benedetto di Norcia, fondatore dell’Ordine.
Le figure in questione, pontefici, cardinali, vescovi, abati, uomini in abiti di altri ordini monastici, il papa Gregorio I, sono unite in un vortice di colori, e non è difficile individuare chiaramente, anche grazie alla grandezza del dipinto e alla dimensione naturale delle figure, lapidi, stemmi, libri sacri, tiare e bastoni pastorali.
Basta però allontanarsi lungo la navata, fino all’altare maggiore cercando di avere una visione globale d'insieme, per accorgersi della figura demoniaca che sembra venirne fuori. Una supposizione di Emanuela Casinini, resa poi pubblico dalla rivista Fenix, in seguito segnalato dallo staff di Luoghi Misteriosi alla redazione Mistero, scatenando un forte interesse mediatico.
Misteriosa resta l’intenzione dell’artista, se si trattasse di un fatto volontario.